# Consells de la Monarquia d'Espanya

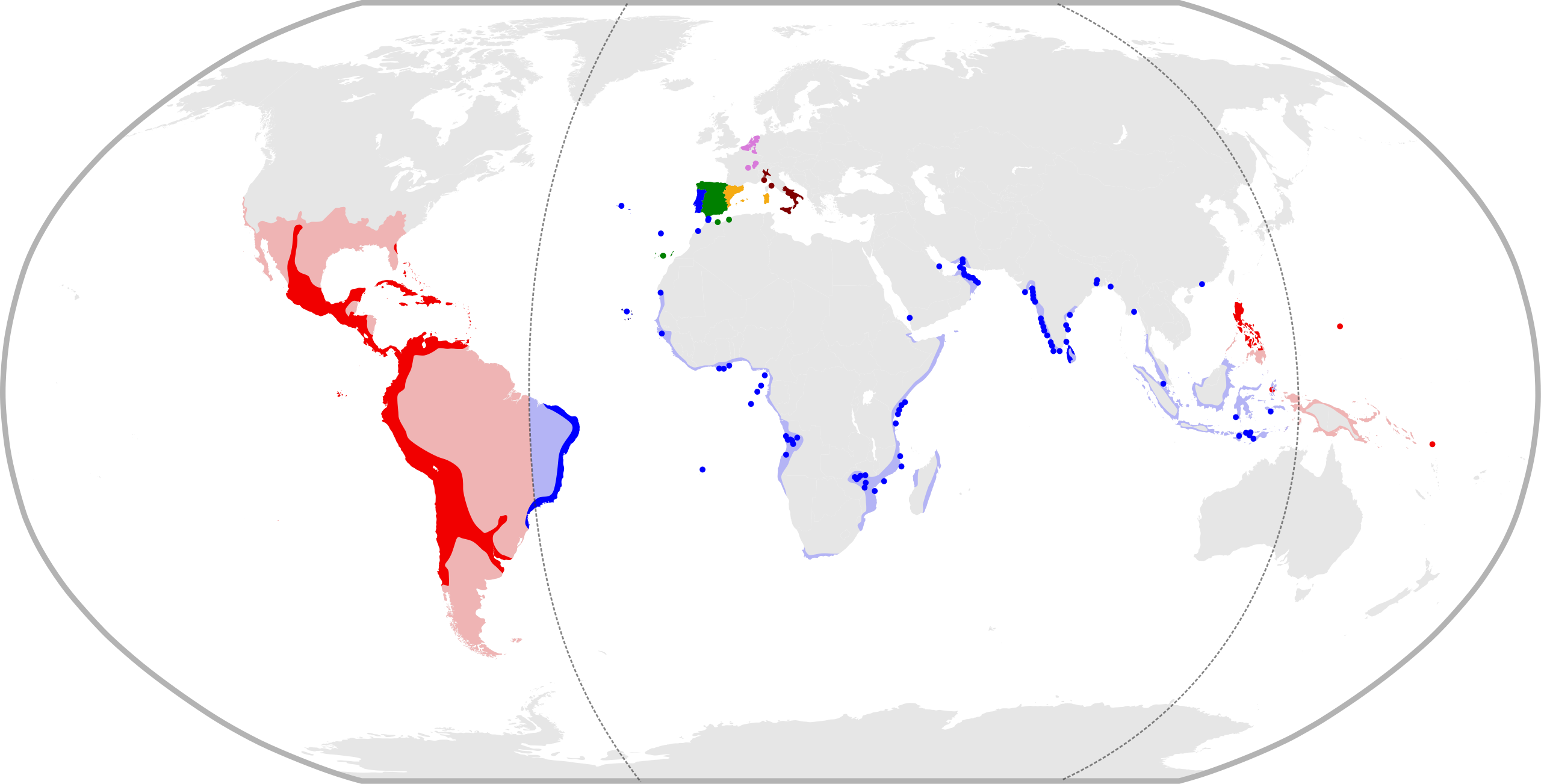
Dominis de Felip II de Castella el 1598 especificant l'àmbit administratiu i jurisdiccional de cada Consell territorial en el Règim polisinodial propi de la Monarquia d'Espanya.
Territoris adscrits al Consell de Castella
Territoris adscrits al Consell d'Aragó
Territoris adscrits al Consell de Portugal
Territoris adscrits al Consell d'Itàlia
Territoris adscrits al Consell d'Índies
Territoris adscrits al Consell de Flandes

Els Consells de la Monarquia d'Espanya foren els òrgans d'administració i de justícia amb què es governà la Monarquia d'Espanya durant els regnats de la Casa d'Àustria des del segle xvi al segle xviii, configurant una superestructura jurisdiccional definida en politologia com a règim polisinodial, és a dir, règim administrat amb Consells. Els antecedents del Consells de la Monarquia d'Espanya foren els consilium o curia regis que aconsellaven els monarques medievals en la gestió del seu govern; amb la unió dinàstica creada pel matrimoni dels Reis Catòlics i la configuració de la Monarquia Catòlica com una entitat política estructurada en la unió personal dels monarques però no jurisdiccional dels respectius estats -la Corona de Castella i la Corona d'Aragó- s'assentaren les bases que conformaren el model de monarquia composta que caracteritzà la Monarquia d'Espanya durant el regnat de la Casa d'Àustria (1516-1700). Es formaren consells territorials encarregats d'aconsellar el sobirà sobre els temes específics de cadascun dels seus estats, així com els consells temàtics que gestionaven els temes comuns del conjunt de la monarquia. L'entronització de la Casa de Borbó portà a la Guerra de Successió Espanyola i l'abolició dels sistemes constitucionals propis dels estats de la Corona d'Aragó. En aquest nou context els monarques borbònics endegaren la implantació de l'absolutisme per mitjà dels Decrets de Nova Planta que suposaren una ruptura amb el tradicional sistema de consells i imposaren la uniformització política i la centralització administrativa durant la Monarquia Absoluta Borbònica (1700-1833). Amb els decrets de Nova Planta diversos consells foren abolits i els supervivents foren progressivament marginats, posant fi al règim polisinodial de govern per consells -col·legiat i deliberatiu-. Les competències dels consells foren transferides les secretaries d'Estat, imposant un sistema de govern jeràrquic i executiu en què tota la sobirania residia en el monarca borbònic. Els consells remanents, ja sense competències, continuaren subsistint fins que foren abolits conjuntament amb l'ordenament absolutista ja principis del segle xix amb la implantació dels principis liberals que configuraren el Regne constitucional d'Espanya (1833-1874).

## Gestació del sistema

### El model de la Monarquia Catòlica
El 1469 es va produir Valladolid la unió dinàstica entre les cases reials d'Aragó i Castella pel matrimoni entre Ferran II d'Aragó i Isabel I de Castella. Els límits d'aquesta unió dinàstica quedaren configurats el 15 de gener de 1475 quan ambdós monarques signaren la Concòrdia de Segòvia o Acuerdo de gobernación del Reino que delimitava les competències dels dos Reis Catòlics respecte del govern dels seus propis estats i donava naixement a una monarquia comuna, la Monarquia Catòlica. En virtut de la Concòrdia de Segòvia no es produí una unió jurídica dels territoris sinó només la unió de les persones reials, que continuaren actuant com a sobirans en els seus respectius seus regnes, reservant-se els impostos del cada corona a per als seus assumptes interns quedant el saldo restant per a finançar els costos comuns de la monarquia, i no podent-se aplicar les lleis d'un territori en l'altre. Malgrat aquesta separació de jurisdiccions i que mai els Reis Catòlics usaren oficialment el títol de Reis d'Espanya (geografia), des de la resta d'Europa se'ls començà a identificar d'aquesta manera en tant que actuaren amb una sola veu en política i projecció exterior. Però el matrimoni no reeixí a engendrar un successor masculí comú pels seus estats, perquè a la Corona d'Aragó la successió per via femenina no estava permesa. La mort d'Isabel I el 1504 i la subsegüent expulsió de Ferran II d'Aragó dels territoris de la Corona de Castella impulsaren a aquest darrer a engendrar un successor pels estats de la Corona d'Aragó. La mort de l'infant Joan d'Aragó i de Foix tot just acabat de néixer i la declaració d'incapacitat mental de la reina Joana I de Castella «la Boja» dugueren a la successió en la figura del futur emperador Carles V, net dels Reis Catòlics. D'aquesta manera la Casa d'Àustria -o dinastia Habsburg- es feu amb el domini tant de la Corona de Castella -i els regnes castellans d'Índies-, com de la Corona d'Aragó -amb els territoris italians-, com de diversos territoris centrals a Europa coneguts amb el nom d'Herència borgonyona.

### La Monarquia Universal de l'emperador Carles V
El monarca de la Corona de Castella i de la Corona d'Aragó també ho era de Flandes, de Borgonya i de la major part d'Itàlia de manera que la monarquia de l'emperador Carles V es constituí com una unió de diverses entitats polítiques territorials no radicades tan sols a Espanya (geografia), sinó també a Europa i a Amèrica, caracteritzant-se per la seva dimensió supranacional i en la que no s'establí unitat jurisdiccional pel conjunt de territoris patrimonials heretats. Cada estat mantingué la seva pròpia administració en absència del sobirà i aquesta respectava les distintes jurisdiccions dels respectius territoris. A aquesta dimensió cal afegir-hi l'elecció imperial de Carles V, que suposà la implementació d'una política dirigida a liderar un imperi d'abast universal i defensor de la fe catòlica basat a establir relacions pacífiques a la Cristiandat per tal de combatre contra els infidels. Aquest dimensió territorial i direcció política feren que la monarquia de l'emperador Carles V fos coneguda amb el nom de Monarquia Universal, per bé que les guerres contra la reforma protestant dugueren a l'extenuació del monarca que el 1556 abdicà els seus territoris en el seu fill Felip II de Castella. A partir del regnat de Felip II de Castella la política es feu des dels interessos castellans, estant obligat a saber parlar en castellà i a residir a la Corona de Castella, que era la corona amb la base econòmica i humana més nombrosa del conjunt de la seva monarquia. Aquest anclatge en la perspectiva espanyola es veié reforçada per la incorporació del regne de Portugal als dominis de Felip II de Castella, esdevenint aquest per tant l'únic rei de tot Espanya (geografia), moment a partir del qual la seva monarquia passà a ser definitivament anomenada Monarquia Espanyola o Monarquia d'Espanya.

### La consolidació del sistema de Consells de la Monarquia d'Espanya
La Monarquia d'Espanya quedà fonamentada pel seu caràcter supranacional i confessional, bastint la defensa a ultrança del catolicisme com a patró comú de tots els seus estats, i tenint Espanya (geografia) com a eix central i lloc d'ubicació de la cort. Així mateix el govern del monarca s'implementaven des d'una perspectiva espanyola, amb unes directrius úniques en política exterior i en les que la Corona de Castella ocupà una posició com a eix central sobre la resta dels estats de la monarquia. La Monarquia d'Espanya la formaven la Corona de Castella -inclòs el Regne de Navarra-, els regnes d'Índies que des del 1522 havien esdevingut una possessió patrimonial de la Corona però que jurídicament estaven lligats a Castella, la Corona d'Aragó, els territoris italians del Regne de Sicília, Regne de Nàpols i Regne de Sardenya i Còrsega -que havien estat segregats de la Corona d'Aragó- el Regne de Portugal i les seves possessions colonials a Amèrica, Àfrica i Àsia, els territoris de l'Herència borgonyona formats pel Franc Comtat i els Flandes, el Ducat de Milà, el Marquesat de Finale i els Presidis de Toscana. D'aquesta manera la Monarquia d'Espanya quedà configurada com un conjunt de territoris que amb les seves estructures polítiques, ordenaments jurídics i institucions pròpies estaven governats pel mateix monarca de la Casa d'Àustria segons el principi aeque principaliter: idiomes, lleis, costums i sistemes polítics i socials seguiren intactes en cada territori. El monarca actuava com a sobirà de cada territori ostentant el seu títol nobiliari corresponent -ja fos rei, duc, marquès o comte- i es regia per la constitució política de cadascun dels seus estats, de manera que el seu poder variava d'un estat a un altre. Per a la governació de tota aquesta pluralitat d'estats que formaven la monarquia, anomenada per aquesta raó en politologia monarquia composta, es bastí un sistema de Consells -règim polisinodial- temàtics i territorials. Els Consells estaven constituïts per una reunió de notables que donaven consells al monarca sobre la presa de decisions polítiques.

## Els Consells

### Funcionament i composició
Tot i que tant els sobirans de la Corona d'Aragó com els de la Corona de Castella tenien ja des de l'edat mitjana una cúria o Consell Reial que els aconsellava en les seues decisions, fou el Consell de Castella el que serví de model per a l'estructuració dels Consells de la Monarquia d'Espanya. Els Consells no tenien atribucions executives ni suplantaven la capacitat decisòria de la Corona sinó que, reunit el Consell, estudiava el plet o assumpte en qüestió, elaboraven un dictamen, i ho elevava, a manera de consulta, a La seua Majestat perquè aquest decidira, de manera que el monarca exercí sempre la sobirania efectiva. Des d'un primer moment els Consells van exercir tant les tasques d'assessorament de govern com també les funcions de tribunals de justícia on es resolien els plets propis de la seua competència específica. El nomenament dels Consellers va ser una tasca delicada, ja que els monarques volien evitar l'acumulació de poder polític en mans dels Grans d'Espanya, les famílies aristocràtiques que havien protagonitzat les guerres civils castellanes dels segles XIII al XV. L'alternativa fou la de nomenar lletrats, universitaris d'extracció nobiliària l'únic interès dels quals era augmentar el poder del rei. Malgrat això no obstant, fou l'alta noblesa i clergat la que fou designada per exercir com a consellers reials encara que procurant que una família en concret considerés dret de propietat tals càrrecs.

### Consells territorials
Els Consells es van estructurar en dues grans blocs; d'una banda hi havia els Consells territorials que s'ocupaven de la resolució de conflictes relacionats amb un territori específic. A partir del regnat de Felip II i l'assentament de la cort a Castella el Consell de Castella esdevingué la columna vertebral de la Monarquia d'Espanya, aquest s'encarregava dels temes de govern de la Corona de Castella, la seua part més extensa i poblada de la monarquia, i també el conjunt territorial jurídicament més uniformitzat i on, des de la derrota del Comuneros, el rei tenia menys traves constitucionals per exercir la seva sobirania i on podia exercir una major pressió impositiva -excepció feta dels territoris forals-. Seguien el Consell d'Aragó, el Consell d'Itàlia, el Consell de Flandes i el Consell de Portugal. Cadascun d'aquests territoris tenia les seves pròpies lleis i unes limitacions a l'exercici del poder real més severes que en el cas castellà. El Consell d'Índies esdevingué un cas de consell mixt, tant territorial i temàtic, on el rei exercia la seva jurisdicció sobre els regnes castellans d'Índies que eren una possessió personal de la corona i alhora eren el territori més important en termes geogràfics i econòmics:
- El Reial i Suprem Consell de Castella (1480) era la columna vertebral i principal centre de poder de l'estructura de govern de la Monarquia d'Espanya.

- El Consell Suprem d'Aragó (1494) fou l'òrgan de la monarquia encarregat dels afers dels regnes de la Corona d'Aragó des dels temps de Ferran II d'Aragó el Catòlic: Aragó, València, Mallorca, Catalunya, Nàpols, Sicília i Sardenya. Les seues funcions són les consultes sobre conflictes de jurisprudència entre la corona i els furs. Estava format per un vicecanceller (president), un tresorer general, set regents de la cancelleria, quatre pronotaris i un advocat fiscal o patrimonial. Les seves funcions eren l'assessorament en matèries de govern o de gràcia, elaborar les decisions i preparar les consultes. També tenia atribucions de cancelleria, de consell i de tribunal.

- El Reial i Suprem Consell d'Índies (1521) va ser consell mixt que assessorava el rei en la funció executiva, legislativa i judicial de l'administració indiana als regnes castellans d'Índies i les Filipines. No tenia una seu física fixa sinó que es traslladava d'un lloc a un altre amb el rei i la seva cort. S'ocupa de supervisar la Casa de Contractació, de proposar càrrecs, de la justícia i del tràfic marítim. Aquesta compost per un president, un gran canceller, dotze consellers, un cronista oficial d'índies, un cosmògraf, un representant de la casa de contractació i 4 oficials.

- El Consell Suprem d'Itàlia (1556-59) era l'organisme que s'encarrega de la justícia, de la hisenda, del nomenament de càrrecs i dels virreis en els territoris italians. Tot i que els regnes de Nàpols i Sicília esdevingueren dominis de la monarquia per ser dominis del sobirà de la Corona d'Aragó, el 1556 Felip II de Castella separà aquests territoris de la jurisdicció del Consell d'Aragó per crear aquest consell territorial específic al qual s'incorporà el Ducat de Milà, el Marquesat de Finale i els Presidis de Toscana. Estava format per un president i 6 regents: dos pel regne de Nàpols, dos per Sicília i dos per Milà. Cada territori posseïa un regent espanyol i altre italià.

- El Consell de Portugal (1582) s'encarregava de l'administració de justícia, designació de càrrecs eclesiàstics i del nomenament d'oficials al regne de Portugal i les seues possessions a l'Àfrica, Amèrica i Àsia. Estava format per un president i un nombre variable de consellers, tots ells portuguesos.

- El Consell de Flandes (1588) era l'organisme encarregat del nomenament de càrrecs, l'administració de justícia i d'hisenda en governació dels Països Baixos Espanyols i els territoris que formaren l'anomenada Herència borgonyona. Per a això compte amb un president i un nombre variable de consellers.

### Consells temàtics
L'altre gran bloc de consells el formaven els consells temàtics encarregats d'assessorar el monarca en matèries concretes que afectaven el conjunt de la Monarquia Espanyola:
- Consell de la General i Suprema Inquisició: (1483) la jurisdicció de la qual s'estenia més enllà dels límits de Castella, abastant el conjunt d'Espanya. Té com a objectiu vetllar per la puresa del catolicisme, lluitar contra les heretgies, especialment del protestantisme i controlar als jueus conversos. Està compost per un president (l'inquisidor general) i sis consellers (els inquisidors apostòlics).

- Consell d'Estat: (1522) El formaven nobles que havien tingut alts càrrecs de govern. S'ocupava dels problemes relacionats amb les guerres, dels tractats de pau i de les relacions internacionals amb altres Estats.

- Consell d'Hisenda: (1524) Té com a objectiu recaptar impostos, administrar-los i vetllar que es complisca la seua recaptació; per a això disposa de quatre tribunals: el consell d'hisenda, el tribunal de milions, el tribunal d'oïdors i la comptadoria major de comptes.

- Consell de Guerra (1529)

- Consell de Cambra: En ell participen els consellers requerits pel monarca. S'ocupen de convocar corts, en les quals el president i els consellers participaven en qualitat d'assistents. A ells els competia verificar els poders dels procuradors.

- Consell de Croada: Creat el 1525 estava format per un president, dos consellers del Consell de Castella, un regent del consell d'Aragó i un conseller del Consell d'Índies. S'encarrega d'administrar les butlles i els subsidis pontificis per a l'expulsió dels musulmans de la península, així com de la lluita contra els Turcs.

- Consell dels Ordes militars: té com funció l'administració de la justícia dels cavallers de les ordres, així com la designació d'aquests. Aquesta format per un president i sis consellers.

## Els Valguts i secretaris
Per la mateixa naturalesa i funció del consells com a institucions col·legiades, estables i reflexives, aquests donaven continuïtat i estabilitat a la política de la Monarquia. Per altra banda però, l'enorme abast territorial de la Monarquia d'Espanya propicià l'aparició d'un també enorme aparell burocràtic, amb la profusa redacció de memorials, paper segellat i complexos procediments burocràtics que generaren una innombrable acumulació d'innombrables lligalls l'ordenació i conservació va ser encomanada a l'Arxiu General de Simancas, que encara conserva tal funció. Com a contrapunt aparegueren figures individuals com els secretaris i els valguts, càrrecs de confiança directa del monarca i de molt diferent extracció social, que s'erigiren com la part més resolutiva i àgil, però també arbitrària, de tal aparell de la Monarquia.

## Derogació del sistema

### Les tensions uniformistes i la crisi del comte-duc Olivares
Paral·lelament aparegueren projectes de centralització política tensionaren el model de monarquia composta i polisinodial propi de la Monarquia d'Espanya en favor de la imposició del cesarisme reial sobre el constitucionalisme propi de la Corona d'Aragó. Al llarg del segle xvi el Plet del virrei estranger enfrontà les institucions d'autogovern aragoneses amb la Corona espanyola. La tensió acabà esclatant arran del Privilegi de manifestació, un privilegi exercit pel Justícia d'Aragó per intervenir en els tribunals i oficials reals. El procés començava quan un acusat al·legava injustícia per part dels oficials reials o considerava amenaçada la seva integritat física i, per tant, demanava la protecció del Justícia d'Aragó. Això portava a la investigació del cas per jutges competents i l'acusat passava a estar sota la protecció del Justícia d'Aragó. Aquest privilegi permetia a l'acusat poder obtenir immunitat respecte al poder reial, almenys mentre les seues al·legacions s'investigaven. Durant el regnat de Felip II de Castella el secretari reial Antonio Pérez va demanar aquesta protecció al Justícia d'Aragó, i davant els intents reals de jutjar-lo per mitjà de la Inquisició -tribunal contra el qual el Justícia no tenia cap poder- la situació va derivar cap a una revolta coneguda amb el nom d'Alteracions d'Aragó, que finalitzà amb l'anorreament dels líders constitucionalistes aragonesos i l'esquarterment del poder competencial tant del Justícia d'Aragó com de la Generalitat d'Aragó. Posteriorment, el 25 de juliol de 1626 el valgut Comte-Duc Olivares presentà el seu projecte «Unión de Armas», un organisme militar que pretenia fer contribuir tots els regnes de la monarquia d'Espanya al manteniment d'un exèrcit de 140.000 homes per mantenir les seves guerres Flandes, indispensable mercat per a la indústria llanera castellana. Després de més d'un segle de guerres ininterrompudes a Flandes per mantenir els seus mercats, la Corona de Castella havia passat de ser la corona espanyola més rica a la més empobrida i amb greus problemes de despoblament, tot i tenir tot l'Imperi americà en exclusiva pel seu finançament. Aquesta pulsió centralista tensionà el model fins a produir la crisi de 1640 que comportà la separació definitiva de Portugal i transitòriament de Catalunya de la Monarquia d'Espanya.

### La uniformització absolutista de la Casa de Borbó
El canvi de dinastia en 1700 a la Casa de Borbó i el subsegüent conflicte successori portaran a l'ocupació militar de la Corona d'Aragó. Els Decrets de Nova Planta suposaran una ruptura amb el sistema de consells propi de la Monarquia d'Espanya i implantaran una centralització administrativa i unifomització política que plasmaran en gran manera el projecte homogeneitzador basant-se en la Corona de Castella plantejat ja al segle anterior pel comte-duc Olivares. Tot el règim polisinodial fou replantejat i els consells perderen gran part de les seves facultat a excepció del Consell de Castella, ja que els territoris de la Corona d'Aragó veieren abolits els seus furs en virtut del dret de conquesta i els territoris italians i flamencs foren cedits a la Casa d'Àustria en el Tractat de Rastadt. Les successives reformes de la Hisenda, la Marina i la política americana faran el propi amb els consells temàtics. La Inquisició seguirà sent un eficaç instrument en mans dels elements més reaccionaris i antiil·lustrats. Els períodes d'incapacitat dels primers reis borbònics, Felip V de Castella i Ferran VI de Castella, són mostra que sense necessitat d'impuls regi, la burocràcia espanyola encara funcionava. Els secretaris de despatx, precedents dels actuals ministres, esdevingueren els elements més dinàmics de l'administració de la monarquia espanyola borbònica durant el segle xviii. És per tant la segona meitat del xviii i el començament del XIX, durant els regnats de Carles III de Castella i Carles IV de Castella, l'últim període de vigència dels Consells testificat amb el govern de personatges com Macanaz, Pedro Rodríguez de Campomanes o Jovellanos, fiscals del Consell de Castella que evidencien que aquest continuava essent el centre de poder de la Monarquia Espanyola.